# Congregazione per gli affari ecclesiastici straordinari
La Congregazione per gli affari ecclesiastici straordinari (in latino Congregatio pro negotiis ecclesiasticis extraordinariis), divenuto nel 1967 Consiglio per gli affari pubblici della Chiesa (in latino Consilium pro pubblicis Ecclesiae negotiis), era un organismo della Curia romana, oggi soppresso.

## Storia
La Congregazione per gli affari ecclesiastici straordinari venne istituita ufficialmente nel 1814 dal pontefice Pio VII con Biglietto del cardinale Bartolomeo Pacca e con il nome di Congregatio extraordinaria praeposita negotiis ecclesiasticis orbis catholici. Essa fu per così dire una congregazione d'emergenza creata dopo il crollo dell'Impero Francese di Napoleone Bonaparte e la restituzione di Roma al pontefice, con il conseguente ristabilirsi dello Stato della Chiesa. In un periodo di generale confusione, fu quindi necessario creare un organo che ordinasse le richieste provenienti da ogni ambito d'amministrazione per poi portarle alla conoscenza del pontefice o di altri organi istituzionali o congregazioni.
La commissione era composta di otto cardinali, un segretario e cinque consultori.
Già prima della fondazione ufficiale della congregazione nel 1814, ad ogni modo, Pio VII aveva fondato una commissione col medesimo nome avente il compito di regolare i grandi affari diplomatici, economici, sociali e religiosi tra Francia e Santa Sede che, dopo la deportazione del pontefice nel 1809, venne a decadere.
Una prima congregazione "per gli affari straordinari" (super negotiis extraordinariis Regni Galliarum) era stata istituita da papa Pio VI nel 1793 in seguito alla rivoluzione francese che aveva comportato uno scisma di fatto in seguito alla costituzione civile del clero.
Si occupava delle trattative con i governi per l'erezione e la divisione delle diocesi e la nomina dei vescovi, come pure delle questioni che il pontefice le sottoponeva riferentesi a leggi civili, concordati e convenzioni tra Santa Sede e le varie nazioni.
Papa Leone XII mutò il nome della Congregazione in quello di Congregatio pro negotiis ecclesiasticis extraordinariis. La Congregazione era priva di un cardinale prefetto, nominato solo nel 1925; tuttavia il Segretario di Stato ne era membro di diritto. La prima riunione si svolse nel mese di agosto 1814.
Nel 1908 papa Pio X (Sapienti consilio, I, 10) conservò la Congregazione, le sue attribuzioni e il suo organico. Nel 1925 papa Pio XI stabilì per la prima volta i membri di diritto e nominò il Prefetto, stabilendo che a ricoprire questo incarico fosse il Segretario di Stato.
Con la riforma della Curia romana voluta da papa Paolo VI nel 1967, la Congregazione mutò nome in Consiglio per gli Affari Pubblici della Chiesa (costituzione apostolica Regimini Ecclesiae universae nº 26).
Giovanni Paolo II, con la Pastor Bonus (nnº 45 e seguenti), soppresse de facto il Consiglio, trasformandolo nell'odierna "seconda sezione" della Segreteria di Stato; questa disposizione è entrata in vigore il 1º marzo 1989.

## Cronotassi

### Prefetti
...
- Cardinale Giacomo Antonelli (10 marzo 1848 - 3 maggio 1848 dimesso)

...
- Cardinale Pietro Gasparri (5 luglio 1925 - 7 febbraio 1930 ritirato)
- Cardinale Eugenio Pacelli (9 febbraio 1930 - 2 marzo 1939 eletto papa)
- Cardinale Luigi Maglione (10 marzo 1939 - 22 agosto 1944 deceduto)
  - Monsignore Domenico Tardini (29 novembre 1952 - 9 ottobre 1958 dimesso) (pro-segretario di Stato)
- Cardinale Domenico Tardini (17 novembre 1958 - 30 luglio 1961 deceduto)
- Cardinale Amleto Giovanni Cicognani (12 agosto 1961 - 8 maggio 1969 ritirato)
- Cardinale Jean-Marie Villot (2 maggio 1969 - 9 marzo 1979 deceduto)
  - Cardinale Agostino Casaroli (28 aprile 1979 - 1º luglio 1979 nominato prefetto del medesimo dicastero) (pro-prefetto)
- Cardinale Agostino Casaroli (1º luglio 1979 - 1º marzo 1989 ritirato)

### Segretari
- Cardinale Francesco Fontana, B. (19 luglio 1814 - 30 giugno 1816 nominato prefetto della Congregazione dell'Indice)
- Monsignore Luigi Lambruschini (1815 ? - 1816 ? dimesso)
- Monsignore Antonio Maria Grandi (23 ottobre 1819 - 1822 dimesso)
- Arcivescovo Pietro Caprano (23 novembre 1822 - 11 marzo 1823 nominato segretario della Congregazione de Propaganda Fide)
- Monsignore Giuseppe Antonio Sala (10 marzo 1823 - 18 dicembre 1825 dimesso)
- Monsignore Castruccio Castracane degli Antelminelli (18 dicembre 1825 - 1828 nominato segretario della Congregazione de Propaganda Fide)
- Arcivescovo Luigi Frezza (15 dicembre 1828 - 11 luglio 1836 pubblicato cardinale)
- Monsignore Francesco Capaccini (11 luglio 1836 - 1837 dimesso)
- Monsignore Giovanni Brunelli (24 novembre 1837 - 1843 dimesso)
- Monsignore Carlo Vizzardelli (30 gennaio 1843 - 24 luglio 1847 dimesso)
- Monsignore Giovanni Corboli Bussi (24 luglio 1847 - 9 luglio 1850 deceduto)
- Monsignore Vincenzo Santucci (11 luglio 1850 - 1853 dimesso)
- Monsignore Giovanni Battista Cannella (3 marzo 1853 - 17 gennaio 1859 dimesso)
- Monsignore Giuseppe Berardi (18 gennaio 1859 - 31 ottobre 1860 dimesso)
- Arcivescovo Alessandro Franchi (31 ottobre 1860 - 13 marzo 1868 nominato nunzio apostolico in Spagna)
- Monsignore Marino Marini (13 marzo 1868 - 25 settembre 1875 nominato uditore generale della Camera Apostolica)
- Monsignore Angelo Maria Jacobini (3 ottobre 1875 - 15 marzo 1877 nominato assessore della Congregazione del Sant'Uffizio)
- Monsignore Włodzimierz Czacki (15 marzo 1877 - 12 agosto 1879 nominato nunzio apostolico in Francia)
- Monsignore Domenico Maria Jacobini (19 settembre 1879 - 16 novembre 1880 nominato nominato pro-bibliotecario di Santa Romana Chiesa)
- Monsignore Mariano Rampolla del Tindaro (16 novembre 1880 - 1º dicembre 1882 nominato arcivescovo titolare di Eraclea di Europa)
- Monsignore Luigi Pallotti (29 ottobre 1882 - 31 luglio 1885 nominato uditore generale della Camera Apostolica)
- Monsignore Luigi Galimberti (28 giugno 1886 - 23 maggio 1887 nominato nunzio apostolico in Austria-Ungheria)
  - Arcivescovo Antonio Agliardi (9 maggio 1887 - 6 ottobre 1888 nominato segretario del medesimo dicastero) (pro-segretario)
- Arcivescovo Antonio Agliardi (6 ottobre 1888 - 9 aprile 1889 nominato nunzio apostolico in Brasile)
- Arcivescovo Domenico Ferrata (20 aprile 1889 - 23 giugno 1891 nominato nunzio apostolico in Belgio)
- Monsignore Francesco Segna (13 luglio 1891 - 20 giugno 1893 nominato assessore della Congregazione del Sant'Uffizio)
  - Monsignore Felice Cavagnis (20 giugno 1893 - 14 agosto 1896 nominato segretario del medesimo dicastero) (pro-segretario)
- Monsignore Felice Cavagnis (14 agosto 1896 - 15 aprile 1901 creato cardinale)
- Arcivescovo Pietro Gasparri (23 aprile 1901 - 16 dicembre 1907 creato cardinale)
- Monsignore Raffaele Scapinelli di Leguigno (18 marzo 1908 - 27 gennaio 1912 nominato nunzio apostolico in Austria)
  - Monsignore Eugenio Pacelli (20 giugno 1912 - 1º febbraio 1914 nominato segretario del medesimo dicastero) (pro-segretario)
- Monsignore Eugenio Pacelli (1º febbraio 1914 - 20 aprile 1917 nominato nunzio apostolico in Baviera)
- Arcivescovo Bonaventura Cerretti (6 maggio 1917 - 20 maggio 1921 nominato nunzio apostolico in Francia)
  - Monsignore Francesco Borgongini Duca (28 giugno 1921 - 14 ottobre 1922 nominato segretario del medesimo dicastero) (pro-segretario)
- Monsignore Francesco Borgongini Duca (14 ottobre 1922 - 7 giugno 1929 nominato arcivescovo titolare di Eraclea di Europa)
- Arcivescovo Giuseppe Pizzardo (8 giugno 1929 - 13 dicembre 1937 creato cardinale)
- Monsignore Domenico Tardini (16 dicembre 1937 - 29 novembre 1952 nominato pro-segretario di Stato)
- Arcivescovo Antonio Samorè (17 febbraio 1953 - 26 giugno 1967 creato cardinale)
- Arcivescovo Agostino Casaroli (29 giugno 1967 - 28 aprile 1979 nominato pro-segretario di Stato e pro-prefetto del medesimo dicastero)
- Arcivescovo Achille Silvestrini (4 maggio 1979 - 28 giugno 1988 creato cardinale)
- Arcivescovo Angelo Sodano (23 maggio 1988 - 1º marzo 1989 nominato segretario per i rapporti con gli Stati e le organizzazioni internazionali)

### Sottosegretari
- Monsignore Francesco Segna (19 novembre 1881 - 14 novembre 1888 nominato reggente della Penitenzieria Apostolica)
- Monsignore Umberto Benigni (1906 - 10 marzo 1911)
- Monsignore Eugenio Pacelli (11 marzo 1911 - 1914)
- Monsignore Sante Tempieri (1914 - 1917)[3]
- Monsignore Francesco Marmaggi (27 gennaio 1917 - 1º settembre 1920 nominato nunzio apostolico in Romania)
- Monsignore Giuseppe Pizzardo (27 settembre 1920 - 7 maggio 1921 nominato sostituto per gli affari generali della Segreteria di Stato della Santa Sede)
- Monsignore Pietro Ciriaci (14 maggio 1921 - 15 febbraio 1928 nominato nunzio apostolico in Cecoslovacchia)
- Monsignore Alfredo Ottaviani (1928 - 7 giugno 1929 nominato sostituto per gli affari generali della Segreteria di Stato della Santa Sede)
- Monsignore Domenico Tardini (7 giugno 1929 - 19 dicembre 1935 nominato sostituto per gli affari generali della Segreteria di Stato della Santa Sede)
- Monsignore Giuseppe Malusardi (1935 - 1940 dimesso)
- Monsignore Silvio Sericano (1940 - 1958 dimesso)
- Monsignore Giovanni Battista Scapinelli di Léguigno (1956 - 1961 nominato assessore della Congregazione per le Chiese orientali)
- Monsignore Agostino Casaroli (24 febbraio 1961 - 29 giugno 1967 nominato segretario del medesimo dicastero)
- Monsignore Angelo Felici (7 febbraio 1964 - 22 luglio 1967 nominato pro-nunzio apostolico nei Paesi Bassi)
- Monsignore Mario Pio Gaspari (1967 - 6 giugno 1973 nominato delegato apostolico in Messico)
- Monsignore Achille Silvestrini (28 luglio 1973 - 4 maggio 1979 nominato segretario del medesimo dicastero)
- Monsignore Audrys Juozas Bačkis (1979 - 5 agosto 1988 nominato pro-nunzio apostolico nei Paesi Bassi)
- Monsignore Jean-Louis Tauran (1988 - 1º marzo 1989 nominato sottosegretario per i Rapporti con gli Stati)